# Nghĩa trang Do Thái, Wrzeszcz

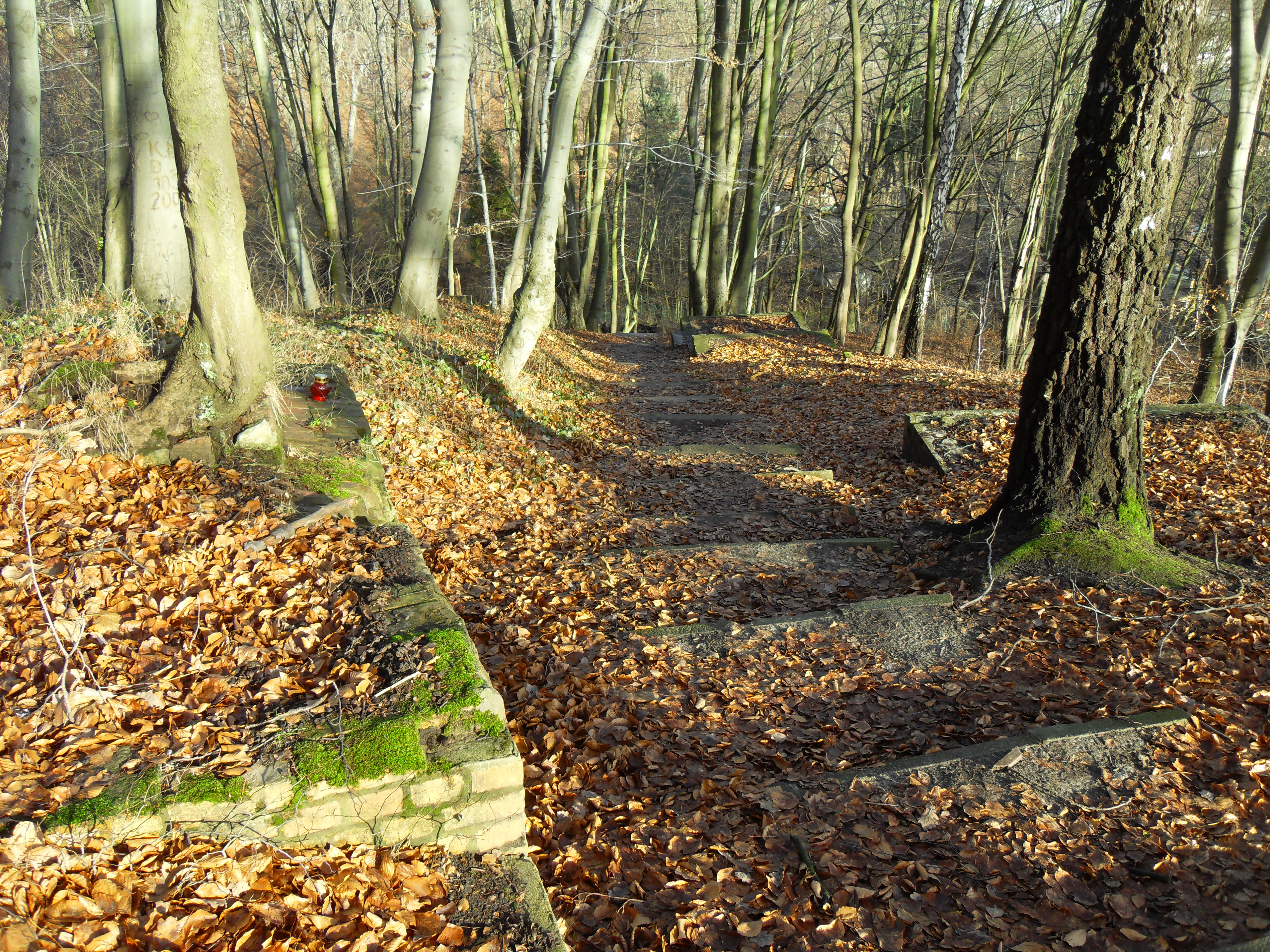
Nghĩa trang của người Do Thái ở Wrzeszcz

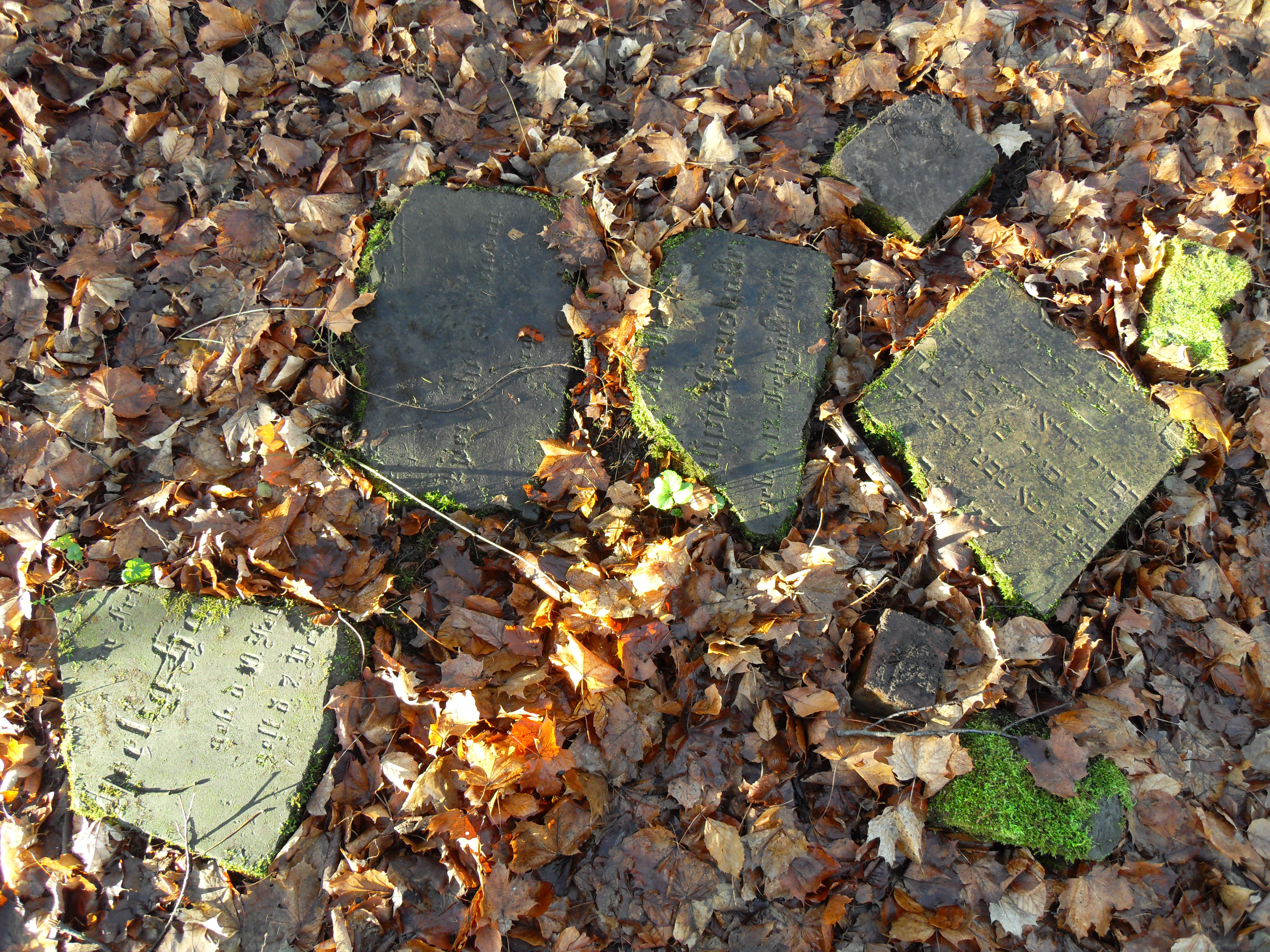
Những mảnh vỡ của bia mộ

Nghĩa trang Do Thái ở Wrzeszcz, một quận của Gdańsk, Pomeranian Voivodeship, Ba Lan, được thành lập vào thế kỷ 18. Nghĩa trang nằm ở sườn phía bắc của Królewskie Wzgórze (đồi của vua) trên đường Romualda Traugutta hiện là một công viên có thể tham quan công cộng. Nó không phải là một di sản được bảo vệ.

## Lịch sử
Những người Do Thái đầu tiên định cư ở Wrzeszcz, bên ngoài cổng thành phố Gdańsk vào những năm 1680. Đến năm 1765, khu Do Thái trong khu vực có 230 cư dân. Nghĩa trang được thành lập vào giữa thế kỷ 18. Cho đến năm 1775, nó được quản lý bởi chevra kadisha ở ngoại ô Stare Szkoty.
Năm 1775, chính quyền của nghĩa trang đã được tiếp quản bởi một giáo đường mới được thành lập trên khu chợ ở Wrzeszcz, sau này được gọi là Old Synagogue, Wrzeszcz. Giáo đường này vẫn được sử dụng cho đến năm 1887, khi Hội đường lớn được mở cho tất cả những người Do Thái Cải cách ở Gdańsk.
Năm 1814, trong Chiến tranh Napoléon, nghĩa trang phần lớn đã bị phá hủy và Wrzeszcz được sáp nhập vào Gdańsk. Nghĩa trang được tái lập và khôi phục để sử dụng năm 1823.
Dưới áp lực của chính quyền xã hội chủ nghĩa quốc gia của thành phố tự do Danzig, cộng đồng Do Thái quyết định tự giải tán nghĩa trang vào cuối năm 1938. Để tài trợ cho sự di cư của các thành viên trong cộng đồng, 'nghĩa trang của người Do Thái' ở Wrzeszcz đã được rao bán. Lễ chôn cất cuối cùng diễn ra vào tháng 1. Kể từ đó, và đặc biệt là sau khi chính thức đóng cửa nghĩa trang vào năm 1942, các ngôi mộ đã rơi vào tình trạng hư hỏng. Ngày nay, khu vực 0,35 ha chỉ chứa bảy ngôi mộ, trong đó lâu đời nhất là từ năm 1823.
Trong một thời gian dài người ta đã đồn rằng một cầu thang, được gọi là 'Cầu thang xấu hổ' (tiếng Ba Lan: schodami hańby), được xây dựng trên sườn đồi vào những năm 1970 được tạo ra từ bia mộ của người Do Thái. Vào năm 2014, nó đã được chứng minh rằng nó thực sự được làm bằng bia mộ Kitô giáo.